# José Fellman
José Fellmann Velarde (La Paz, Bolivia; 19 de septiembre de 1922 – La Paz, Bolivia; 1982) fue un político, escritor, diputado y ministro boliviano durante el primer, segundo y tercer gobierno del presidente Víctor Paz Estenssoro y durante el primer gobierno del presidente Hernán Siles Zuazo. Fue también el encargado de la difusión propagandística del Movimiento Nacionalista Revolucionario (MNR) durante y después de la Revolución de 1952.

## Biografía
José Fellmann nació en la ciudad de La Paz el 19 de septiembre de 1922. Era descendiente de suizos por parte paterna. Sus padres fueron José Fellmann Stadler y Rosa Velarde Viscarra. Hizo sus estudios primarios, secundarios y superiores en su ciudad natal.
Durante su vida laboral, Fellmann empezó a trabajar como subsecretario de prensa e informaciones. Fellmann se desempeñó desde 1952 hasta 1956 como ministro de la Presidencia, información y cultura durante el primer gobierno del presidente Víctor Paz Estenssoro. Durante su gestión como ministro de esta área se creó el Instituto Boliviano Cinematográfico.
Como ministro en el área de información y cultura, Fellmann fue el encargado de difundir la propaganda política del MNR, ensalzando políticamente a los expresidente fallecidos Germán Busch Becerra y Gualberto Villarroel López. Cabe resaltar también que el MNR una vez en el gobierno utilizó de manera sistemática, prolongada e intensa, el uso de los medios modernos de comunicación para consolidar su proyecto ideológico, difundirlo entre los sectores populares e identificar su acción con la del Estado y la Nación.
Una vez obstentando la presidencia el primer gobierno de Hernán Siles Zuazo en 1956, este lo nombró a Fellmann como su ministro de la Presidencia, cargo que ocupó hasta el año 1960.
En 1960, durante el segundo de Víctor Paz Estenssoro, Fellmann fue posesionado por Paz como su ministro de educación, cargo que ocupó hasta el año 1962.
En 1962, Víctor Paz Estenssoro, posesionó a Fellmann en cargo de Canciller de Bolivia, ocupando dicho puesto hasta el año 1964. Cabe resaltar que durante aquella época Fellmann fue considerado como uno de los políticos bolivianos que más cargos ministeriales había llegado a ocupar durante una docena de años (1952-1964, siendo uno de los más largos del siglo XX en Bolivia) .
Durante la dictadura de Barrientos, Fellmann escribió varios libros como Historia de Bolivia (3 volúmenes). En 1967, publica su libro "Memorándum sobre la política exterior boliviana". En 1976, publicó también su libro "Historia de la cultura boliviana".
En 1964, Fellmann dejó el cargo de canciller para desempeñarse como secretario privado del Presidente de Bolivia Víctor Paz Estenssoro. Pero ese cargo le duraría muy poco, debido al golpe de Estado realizado por el general René Barrientos Ortuño al gobierno de Víctor Paz, el 4 de noviembre de 1964.

## Retorno de la democracia
Después del golpe de René Barrientos Ortuño en 1964, Fellmann se alejó de la política. Pero volvió después de quince años, al ser elegido en las Elecciones generales de Bolivia de 1979 como diputado por La Paz por el Movimiento Nacionalista Revolucionario (MNR).
Pero en noviembre de 1979, José Fellmann tuvo una activa participación en el golpe al presidente Walter Guevara Arze, ayudando al coronel Alberto Natusch Busch para el derrocamiento del gobierno de Guevara. Posterior a esta participación decide dejar la política activa. 
En 1980, Fellmann fue uno de los fundadores del partido Movimiento Nacionalista Revolucionario Unido (MNRU) con Guillermo Bedregal (partido político que reunía a todos aquellos dirigentes movimientistas, sindicalistas, estudiantes, trabajadores y obreros. Por ese mismo partido Fellmann postuló al cargo de senador en las Elecciones generales de Bolivia de 1980, pero sin éxito.
José Fellmann falleció en la ciudad de La Paz el 22 de enero de 1982 a sus 60 años de edad.

## Mirada crítica
Para una visión crítica sobre el autor ver "Sociología de la imagen: miradas ch'ixi desde la historia andina" de Silvia Rivera Cusicanqui.

He intentado exponer las contradicciones inherentes al proyecto cultural del MNR a través de sus estrategias de representación de la historia, tomando ejemplos de su propia producción documental. He revisado el decreto del 27 de abril de 1954, por el cual se crea una Comisión de Historia del Pueblo Boliviano, cuya meta es la escritura de una versión única y auténtica de la historia boliviana, para difundirla masivamente a través de los centros educativos. Por otra parte, he analizado la narrativa que organiza el Álbum de la Revolución (1954)y el Memorándum sobre Política Exterior de Bolivia (1962), producidos por un mismo autor y situados al principio y al final de la gestión estatal movimentista, para ver cómo se articulan las lecturas coloniales de la estructura social de Bolivia, con el reconocimiento de una sumisión sin escapatoria a los dictámenes del imperio. pág. 141

- Silvia Rivera Cusicanqui. 2015. Sociología de la imagen: miradas ch'ixi desde la historia andina[1] Editor Tinta Limón,[2] 350 pp. ISBN 9873687106, ISBN 9789873687105